# E. R. Thomas-Detroit Company
E. R. Thomas-Detroit Company war ein US-amerikanischer Hersteller von Automobilen.

## Unternehmensgeschichte
Erwin Ross Thomas leitete die E. R. Thomas Motor Car Company in Buffalo im US-Bundesstaat New York. Der Ingenieur Howard E. Coffin und der Verkäufer Roy D. Chapin waren vorher für Oldsmobile tätig. Sie überredeten Thomas zu einem gemeinsamen Unternehmen. Es wurde 1906 in Detroit in Michigan gegründet. Eine Quelle nennt exakt den 2. Mai 1906. Dort fand die Produktion von Automobilen statt. Der Markenname lautete Thomas-Detroit. Die Vermarktung lief über Thomas in Buffalo.
Bis Juli 1907 entstanden 503 Fahrzeuge. Thomas orderte 750 weitere. Laut einer Quelle wurden diese 750 Fahrzeuge noch gefertigt. Chapin und Coffin verloren mit der Zeit die Lust. Sie verhandelten mit Hugh Chalmers, der schließlich die Anteile von Thomas aufkaufte. Chalmers wurde am 3. Dezember 1907 neuer Präsident. Sie gründeten im Juni 1908 die Chalmers Motor Car Company als Nachfolgegesellschaft.

## Fahrzeuge
Im Angebot stand nur ein Modell. Es war etwas schwächer und billiger als die Fahrzeuge von Thomas, der auf diese Weise sein Sortiment nach unten erweiterte. Es finden sich die Bezeichnungen Four, 40 HP und Model 4-40.
Der Vierzylindermotor hatte 127 mm Bohrung und 120,65 mm Hub, was 6113 cm³ Hubraum ergab. Die Motorleistung war mit 40 PS angegeben. Der Antrieb erfolgte über eine Kardanwelle auf die Hinterachse.
Das Fahrgestell hatte 286 cm Radstand. Vier verschiedene Karosseriebauformen standen zur Wahl. Runabout und Tourenwagen kosteten 2750 US-Dollar. Limousine und Landaulet standen mit 3750 Dollar in den Preislisten.

## Erhaltene Fahrzeuge
Ein Fahrzeug von 1907 existiert noch. Es wird Model C genannt. Die Hubraumangabe von 5807 cm³ weicht etwas ab. Das Fahrgestell ist gelb, der Aufbau blau. Die offene Karosserie des Runabouts bietet vorne Platz für zwei Personen. Dahinter befindet sich ein Notsitz. Das Fahrzeug trägt die Fahrgestellnummer 7138 und die Motornummer 7166. Es befand sich rund 100 Jahre im Besitz der Familie des ersten Käufers. Laferriere Classic Cars verkaufte es zwischen 2017 und 2018.
Das Auktionshaus Bonhams versteigerte am 3. Juni 2018 ein weiteres Model C, das auf etwa 1907 datiert ist. Die Hubraumangabe 354 Kubikzoll entspricht etwa 5801 cm³. Das Fahrzeug hat ein grünes Fahrgestell und einen schwarzen Aufbau als Tourenwagen mit hinteren Türen. Mit Fahrgestellnummer 7146 und Motornummer 7180 ist es vermutlich geringfügig jünger als das oben genannte Fahrzeug. Der Verkaufspreis bei der Auktion betrug umgerechnet 55.073 Euro.